# 전갈군단
"전갈군단"은 1991년에 개봉한 대한민국의 영화이다.

## 캐스팅
- 전영주
- 김현주
- 윤미성
- 민세인
- 송금식
- 박진희
- 염혜숙
- 김재홍
- 최세영
- 조은하
- 이원하
- 박세범
- 황인조
- 김혜민
- 박용팔
- 김진우
- 조병옥
- 김학기
- 서명석
- 박남연
- 조태봉
- 조상현
- 최형래
- 진성구
- 윤연규
- 이장철
- 김상룡
- 이점석
- 신형균
- 최시열
- 조흥식
- 정일균
- 한종휴
- 차주화
- 박희자
- 김서이
- 김효정
- 나다송
- 이명훈